# Giovanni Battista Nasalli Rocca di Corneliano
Giovanni Battista Nasalli Rocca di Corneliano (Piacenza, 27 agosto 1872 – Bologna, 13 marzo 1952) è stato un cardinale e arcivescovo cattolico italiano.
Tra i principali fondatori ed organizzatori dell'Azione Cattolica in Italia, fu arcivescovo di Bologna dal 1921 alla sua morte e nel 1923 venne nominato cardinale da papa Pio XI. 

## Biografia

### I primi anni e gli studi
Nacque a Piacenza il 27 agosto 1872, secondo di tre figli del conte Pietro, medico, e di sua moglie, Angela Bovarini. Per parte di padre era pronipote del cardinale Ignazio Nasalli-Ratti e sarà zio del cardinale Mario Nasalli Rocca di Corneliano.
Inizialmente frequentò il Collegio Vida di Cremona dal 1881, ricevendo l'abito ecclesiastico nel 1887 dal vescovo Scalabrini nella cappella del palazzo episcopale di Piacenza; completò quindi i suoi studi al collegio Luzzago di Brescia dove terminò nel 1888. Tornò a Piacenza per frequentare il seminario con un percorso di studi filosofico ed in quello stesso anno venne assegnato come assistente alla parrocchia di Santa Chiara della città per mandato del vescovo. Ricevette i due primi ordini minori nel 1890 nella cappella della villa episcopale di San Paolo e gli altri due ordini minori nel 1892 nella parrocchia di Santa Chiara; si portò nel frattempo a Roma al Pontificio seminario lombardo nell'ottobre del 1891, frequentando i corsi di teologia assieme a Carlo Perosi ed a Luigi Sincero, entrambi futuri cardinali; alla Pontificia Università Gregoriana, ottenne il dottorato in teologia.

### L'ordinazione e gli incarichi a Roma
L'8 giugno 1895 venne ordinato sacerdote dal vescovo Scalabrini a Piacenza, celebrando la sua prima messa il giorno successivo nella chiesa di San Pietro apostolo della città. Si dedicò in questi anni in particolare all'apostolato tra i giovani collaborando all'organizzazione dell'Azione Cattolica a fianco del vescovo Giacomo Radini-Tedeschi di Bergamo, organizzazione della quale nel 1920 diventerà assistente ecclesiastico generale.
Nel 1898 si portò poi a Roma per seguire un corso di diplomazia all'Accademia dei Nobili Ecclesiastici. Nel 1899 venne nominato assistente della Sacra Congregazione per gli affari ecclesiastici straordinari dove conobbe monsignor Felice Cavagnis, futuro cardinale. Canonico coadiutore di Santa Maria Maggiore a Roma nel 1899; occupò tale incarico sino al gennaio del 1907. Il 5 maggio 1902 venne nominato prelato domestico di Sua Santità e divenne presidente dell'Opera delle chiese povere, nonché assistente ecclesiastico del Circolo di Sant'Eusebio. Nel 1904 venne nominato visitatore apostolico a Roma per conto di papa Pio X, ottenendo la medesima carica anche per le diocesi di Ancona, Penne ed Atri, Recanati e Loreto, Teramo e Fermo, Bojano e Campobasso e in diversi altri seminari italiani. Divenne quindi protonotario apostolico.

### L'episcopato
Il 10 febbraio 1907 venne prescelto per ricoprire la carica di vescovo di Gubbio. Venne consacrato nella Basilica di Santa Maria Maggiore a Roma per mano del cardinale Vincenzo Vannutelli, vescovo di Palestrina, assistito da monsignor Paolo Maria Barone, arcivescovo titolare di Melitene, e da monsignor Raffaele Virili, vescovo titolare di Troade. Rimase in carica sino al 1916, quando fu scelto per l'ufficio di elemosiniere segreto e venne promosso arcivescovo titolare di Tebe, nonché canonico di San Pietro in Vaticano. Il 9 dicembre 1916 venne nominato assistente al Soglio Pontificio.

### Bologna e il cardinalato
Papa Benedetto XV nel 1921 lo destinò all'arcidiocesi di Bologna, in cui rimarrà fino alla morte. Papa Pio XI lo elevò al rango di cardinale nel concistoro del 23 maggio 1923, con il titolo della Chiesa di Santa Maria in Transpontina, lo stesso che passerà poi a Giacomo Lercaro. A Bologna indisse tre congressi eucaristici, tra cui, nel 1927, il IX Congresso Eucaristico Nazionale. Promosse l'attività del seminario ONARMO per la formazione dei cappellani del lavoro, in cui fece erigere anche il Centro di studi sociali per sacerdoti e laici.
Nel 1939 partecipò al conclave che vide l'elezione di papa Pio XII.
Durante la seconda guerra mondiale aprì il seminario arcivescovile sistemandovi l'ospedale, e allestì alloggi per i profughi in quello regionale; intervenne anche per salvare persone condannate a morte e si batté per la difesa del Santuario della Madonna di San Luca.
Nel dopoguerra collaborò con la Pontificia commissione di assistenza ai profughi e avviò la ricostruzione delle chiese colpite.
Morì il 13 marzo 1952 all'età di 79 anni, dopo essere stato arcivescovo nel capoluogo emiliano per ben 32 anni, e fu sepolto, per suo desiderio, nel santuario mariano sul Colle della Guardia.

## Genealogia episcopale e successione apostolica
La genealogia episcopale è:
- Cardinale Scipione Rebiba
- Cardinale Giulio Antonio Santori
- Cardinale Girolamo Bernerio, O.P.
- Arcivescovo Galeazzo Sanvitale
- Cardinale Ludovico Ludovisi
- Cardinale Luigi Caetani
- Cardinale Ulderico Carpegna
- Cardinale Paluzzo Paluzzi Altieri degli Albertoni
- Papa Benedetto XIII
- Papa Benedetto XIV
- Cardinale Enrico Enriquez
- Arcivescovo Manuel Quintano Bonifaz
- Cardinale Buenaventura Córdoba Espinosa de la Cerda
- Cardinale Giuseppe Maria Doria Pamphilj
- Papa Pio VIII
- Papa Pio IX
- Cardinale Alessandro Franchi
- Cardinale Giovanni Simeoni
- Cardinale Vincenzo Vannutelli
- Cardinale Giovanni Battista Nasalli Rocca di Corneliano

La successione apostolica è:
- Vescovo Ettore Lodi (1925)
- Arcivescovo Dionigio Casaroli (1926)
- Cardinale Marcello Mimmi (1930)
- Vescovo Teodoro Pallaroni (1931)
- Vescovo Francesco Gardini (1931)
- Vescovo Domenico Argnani (1931)
- Vescovo Ferdinando Longinotti (1934)
- Vescovo Ettore Castelli (1935)
- Vescovo Pio Guizzardi (1936)
- Vescovo Danio Bolognini (1946)
- Vescovo Cândido Bento Maria Penso, O.P. (1948)